# Thiago Schumacher
Pour les articles homonymes, voir Schumacher.
Thiago Maier Dos Santos, dit Schumacher, est un footballeur brésilien ayant des origines allemandes, né le 31 août 1986 à Curitiba au Brésil. Il joue au poste d'avant-centre à l'Operário Ferroviário EC.

## Biographie
Schumacher joue dans sa jeunesse de l'Atlético Paranaense, où il signe son premier contrat professionnel en janvier 2005. Au début de l'année 2006, Schumacher est prêté à Ascoli, mais ne dispute aucun match avec l'équipe première.
Puis il est transféré de l'Athletico à Udinese, avec qui il ne dispute qu'une seule rencontre (6 minutes) en Serie A face l'Livourne. Il est prêté durant la trêve hivernale au club espagnol de Ciudad de Murcia qui évolue en en deuxième division. Pour la saison 2007-08, il ne revient pas à Udine, mais rejoint la France au sein du Dijon FCO, également sous forme de prêt.
Au début de la saison 2008-09, il rejoint le club autrichien du SK Austria Kärnten. Lors de son premier match de championnat contre le Kapfenberger SV il marque son premier but. À l'été 2009, il revint à l'Udinese Calcio puis retourne en Autriche dans l'effectif du FK Austria Vienne. Tout d'abord sous forme de prêt avec une option d'achat. À l'été 2010, il quitte l'Udinese Calcio et s'installe définitivement à Vienne. En août 2011, il est transféré dans le club ukrainien du Volyn Lutsk, où il reste durant 3 saisons. En février 2014, il retourne au Brésil, puis rejoint en juillet le club portugais de Académica Coimbra.

## Statistiques
| Saison                | Club                  | Championnat           | Championnat | Championnat | Coupe(s) nationale(s) | Coupe(s) nationale(s) | Compétition(s) continentale(s) | Compétition(s) continentale(s) | Compétition(s) continentale(s) | Total | Total |
| Saison                | Club                  | Division              | M.          | B.          | M.                    | B.                    | Comp.                          | M.                             | B.                             | M.    | B.    |
| 2004                  | Athletico Paranaense  | Brasileirão           | 0           | 0           | -                     | -                     | -                              | 0                              | 0                              | 0     | 0     |
| 2005                  | Athletico Paranaense  | Brasileirão           | 11          | 3           | -                     | -                     | -                              | 0                              | 0                              | 11    | 3     |
| Sous-total            | Sous-total            | Sous-total            | 11          | 3           | -                     | -                     | -                              | 0                              | 0                              | 11    | 3     |
| 2005-2006             | Ascoli Calcio 1898 B  | -                     | -           | -           | -                     | -                     | -                              | 0                              | 0                              | 0     | 0     |
| Sous-total            | Sous-total            | Sous-total            | -           | -           | -                     | -                     | -                              | 0                              | 0                              | 0     | 0     |
| 2006-2007             | Udinese Calcio        | Série A               | 1           | 0           | 0                     | 0                     | -                              | 0                              | 0                              | 1     | 0     |
| Sous-total            | Sous-total            | Sous-total            | 1           | 0           | 0                     | 0                     | -                              | 0                              | 0                              | 1     | 0     |
| 2006-2007             | Ciudad de Murcia      | Liga Adelante         | 4           | 0           | 0                     | 0                     | -                              | 0                              | 0                              | 4     | 0     |
| Sous-total            | Sous-total            | Sous-total            | 4           | 0           | 0                     | 0                     | -                              | 0                              | 0                              | 4     | 0     |
| 2007-2008             | Dijon FCO             | Ligue 2               | 15          | 3           | 4                     | 3                     | -                              | 0                              | 0                              | 19    | 6     |
| Sous-total            | Sous-total            | Sous-total            | 15          | 3           | 4                     | 3                     | -                              | 0                              | 0                              | 19    | 6     |
| 2008-2009             | SK Austria Kärnten    | Bundesliga            | 18          | 6           | 0                     | 0                     | -                              | 0                              | 0                              | 18    | 6     |
| Sous-total            | Sous-total            | Sous-total            | 18          | 6           | 0                     | 0                     | -                              | 0                              | 0                              | 18    | 6     |
| 2009-2010             | FK Austria Vienne     | Bundesliga            | 28          | 3           | 2                     | 0                     | C3                             | 6                              | 3                              | 36    | 6     |
| 2010-2011             | FK Austria Vienne     | Bundesliga            | 11          | 0           | 1                     | 0                     | C3                             | 5                              | 1                              | 17    | 1     |
| Sous-total            | Sous-total            | Sous-total            | 39          | 3           | 3                     | 0                     | -                              | 11                             | 4                              | 53    | 7     |
| 2010-2011             | FK Austria Vienne B   | Regionalliga          | 7           | 3           | 0                     | 0                     | -                              | 0                              | 0                              | 7     | 3     |
| Sous-total            | Sous-total            | Sous-total            | 7           | 3           | 0                     | 0                     | -                              | 0                              | 0                              | 7     | 3     |
| 2011-2012             | Volyn Lutsk           | Premier-Liha          | 15          | 1           | 2                     | 0                     | -                              | 0                              | 0                              | 17    | 1     |
| 2012-2013             | Volyn Lutsk           | Premier-Liha          | 6           | 0           | 0                     | 0                     | -                              | 0                              | 0                              | 6     | 0     |
| 2013-2014             | Volyn Lutsk           | Premier-Liha          | 13          | 3           | 1                     | 1                     | -                              | 0                              | 0                              | 14    | 4     |
| 2014                  | Ferroviária           | Paulista Série A2     | 7           | 0           | 0                     | 0                     | -                              | 0                              | 0                              | 7     | 0     |
| Sous-total            | Sous-total            | Sous-total            | 7           | 0           | 0                     | 0                     | -                              | 0                              | 0                              | 7     | 0     |
| 2014-2015             | Académica             | Primeira Liga         | 13          | 1           | 1                     | 0                     | -                              | 0                              | 0                              | 14    | 1     |
| Sous-total            | Sous-total            | Sous-total            | 13          | 1           | 1                     | 0                     | -                              | 0                              | 0                              | 14    | 1     |
| Total sur la carrière | Total sur la carrière | Total sur la carrière | 151         | 23          | 11                    | 4                     | -                              | 11                             | 4                              | 173   | 31    |

Statistiques actualisées le 7 mars 2014

### Coupes continentales
| Matchs | Date              | Stade                                    | Adversaire        | Résultat | Minutes | Compétition            | Buts | Tour                            | Club              |
| ------ | ----------------- | ---------------------------------------- | ----------------- | -------- | ------- | ---------------------- | ---- | ------------------------------- | ----------------- |
| 1      | 17 septembre 2009 | San Mamés, Bilbao                        | Athletic Bilbao   | 3 – 0    | 31 min  | Ligue Europa 2009-2010 | 0    | phase de groupes                | FK Austria Vienne |
| 2      | 1er octobre 2009  | Stade Franz-Horr, Vienne                 | CD Nacional       | 1 – 1    | 28 min  | Ligue Europa 2009-2010 | 1    | phase de groupes                | FK Austria Vienne |
| 3      | 22 octobre 2009   | Stade Franz-Horr, Vienne                 | Werder Brême      | 2 – 2    | 26 min  | Ligue Europa 2009-2010 | 1    | phase de groupes                | FK Austria Vienne |
| 4      | 5 novembre 2009   | Weserstadion, Brême                      | Werder Brême      | 2 – 0    | 90 min  | Ligue Europa 2009-2010 | 0    | phase de groupes                | FK Austria Vienne |
| 5      | 3 décembre 2009   | Stade Franz-Horr, Vienne                 | Athletic Bilbao   | 0 – 3    | 32 min  | Ligue Europa 2009-2010 | 0    | phase de groupes                | FK Austria Vienne |
| 6      | 16 décembre 2009  | Stade de Madère, Funchal                 | CD Nacional       | 5 – 1    | 68 min  | Ligue Europa 2009-2010 | 1    | phase de groupes                | FK Austria Vienne |
| 7      | 15 juillet 2010   | Stade Franz-Horr, Vienne                 | NK Široki Brijeg  | 2 – 2    | 45 min  | Ligue Europa 2010-2011 | 1    | Deuxième tour de qualification  | FK Austria Vienne |
| 8      | 22 juillet 2010   | Pecara Stadion, Široki Brijeg            | NK Široki Brijeg  | 0 – 1    | 22 min  | Ligue Europa 2010-2011 | 0    | Deuxième tour de qualification  | FK Austria Vienne |
| 9      | 29 juillet 2010   | Chorzów, Chorzów                         | Ruch Chorzów      | 1 – 3    | 13 min  | Ligue Europa 2010-2011 | 0    | Troisième tour de qualification | FK Austria Vienne |
| 10     | 17 août 2010      | Stade Kleánthis-Vikelídis, Thessalonique | Aris Salonique FC | 1 – 0    | 1 min   | Ligue Europa 2010-2011 | 0    | Tour de barrage                 | FK Austria Vienne |
| 11     | 26 août 2010      | Stade Franz-Horr, Vienne                 | Aris Salonique FC | 1 – 1    | 45 min  | Ligue Europa 2010-2011 | 0    | Tour de barrage                 | FK Austria Vienne |

## Palmarès
- Atlético Paranaense
  - Vainqueur du Campeonato Paranaense en 2005

- Austria Vienne
  - Vice-champion d'Autriche en 2010